# ローリングサンダー2
『ローリングサンダー2』 (Rolling Thunder 2) は、1991年3月にナムコから発売された業務用のアクションシューティングゲーム。

## 概要
1986年にナムコから発売された業務用ゲーム『ローリングサンダー』の続編。前作主人公のアルバトロスのほか、前作では捕われの身であったレイラ・ブリッツがプレイヤーとして使用できるようになり、2人同時プレイも可能になった。前作同様にキャラクターの細かいアクションも健在である。ライフ制ではあるが銃弾などの飛び道具に対しては一撃でミスになり、ジャンプ中は攻撃が出来ないなどアクションゲームとしての難易度は高い。
家庭用は1991年にメガドライブに移植。その後Wiiのバーチャルコンソールにて2007年にメガドライブ版が、2009年にアーケード版が配信された。その他、Nintendo Switch用ソフト『ナムコミュージアム』（2017年）にはアーケード版が前作と共に収録されほか、2023年にアーケードアーカイブスの1作品としてPlayStation 4版とNintendo Switch版が配信された。

## ステージ構成
ラウンド1 メインストリート
ラウンド2 屋敷内部
ラウンド3 地下室
ラウンド4 ネオゲルドラ司令部
ラウンド5 エジプト
ラウンド6 ピラミッド内部
ラウンド7 ネオゲルドラ戦闘機格納庫
ラウンド8 ネオゲルドラ本部

## 登場キャラクター

### 主なキャラクター
アルバトロス (Albatross)
本作の主人公の一人でプレイヤーキャラクター。服装が白いワイシャツに赤いネクタイ、茶色のスラックスに変更されている。アーケード版では2Pだが、メガドライブ版では1Pになっている。アーケード版では銃にサイレンサーを装着していないので、作中で銃声が鳴り響き、マニアに愛用された。
レイラ・ブリッツ (Leila Blitz)
本作の主人公の一人でプレイヤーキャラクター。服装はピンクのミニワンピースに白いタイツを着用している。アーケード版では1Pだが、メガドライブ版では2Pになっている。使用銃は「Walthe PPK」である（ナムコPR誌『NG』の記事より）。
ギムドー
今作のストーリーにからんでいるマッド・サイエンティスト。

### 敵キャラクター
マスカー (Masker)

## 移植版
| No. | タイトル            | 発売日                             | 対応機種                      | 開発元   | 発売元        | メディア                                        | 型式                 | 備考                            |
| --- | ------------------- | ---------------------------------- | ----------------------------- | -------- | ------------- | ----------------------------------------------- | -------------------- | ------------------------------- |
| 1   | ローリングサンダー2 | 1991年11月19日 1992年1月 1993年4月 | メガドライブ                  | ナムコ   | ナムコ        | 8メガビットロムカセット                         | T-14133 T-14066 1140 |                                 |
| 2   | ローリングサンダー2 | 2007年12月4日 2007年12月7日        | Wii                           | ナムコ   | バンナム セガ | ダウンロード （バーチャルコンソール）           | MBRJ MBRE MBRP       | メガドライブ版の移植            |
| 3   | ローリングサンダー2 | 2009年10月27日                     | Wii                           | ナムコ   | バンナム      | ダウンロード （バーチャルコンソールアーケード） | -                    | アーケード版の移植              |
| 4   | ナムコミュージアム  | INT 2017年7月28日                  | Nintendo Switch               | バンナム | バンナム      | ダウンロード                                    | -                    | アーケード版の移植              |
| 5   | ROLLING THUNDER 2   | 2022年10月27日                     | SEGA Genesis Mini 2           | エムツー | セガ          | プリインストール                                | MK-16310             | メガドライブ版の移植            |
| 6   | ローリングサンダー2 | 2023年5月25日                      | PlayStation 4 Nintendo Switch | ナムコ   | ハムスター    | ダウンロード （アーケードアーカイブス）         | -                    | アーケード版の移植 海外版も収録 |

メガドライブ版
- アイテムやステージが増えたり、ラウンド毎にスチルを導入したりするなどの変更点があり、難易度もアーケード版に比べて緩和されている。また、銃弾や飛び道具に対してもライフアイテム取得により耐えることが可能となった。

アーケードアーカイブス版
- 国内版と海外版を収録。「こだわり設定」ではゲームスピードの調整、1P側で2P側のキャラクターを操作できるようにする設定が可能。

## スタッフ
アーケード版
- ディレクター：根来司
- プログラム：二階堂和行
- デザイン：桑原弘
- 音楽：佐宗綾子

メガドライブ版
- 企画：TOY-JUN（森脇淳）
- プログラム：FUJIYAMA SAITA（斎田栄一）
- ビジュアル・デザイン：ねこもとりた
- サウンド・デザイン：SHIBA（柴野浩美）
- ビジュアル・サポート：ハン・チャン
- ザ・ジロー：SANONJI
- ホームテック・チーム：ケン・ロブ、ジム・カリー、ローン・ヴ、キャロル・ムニョス、アイリーン・ノグチ

## 評価
メガドライブ版
- ゲーム誌『ファミコン通信』の「クロスレビュー」では合計26点（満40点）[13]、『メガドライブFAN』の読者投票による「ゲーム通信簿」での評価は以下の通り18.06点（満30点）となっている[3]。

| 項目 | キャラクタ | 音楽 | 操作性 | 熱中度 | お買得度 | オリジナリティ | 総合  |
| 得点 | 3.35       | 3.13 | 2.96   | 2.96   | 2.85     | 2.81           | 18.06 |

- ゲーム本『メガドライブ大全』（2004年、太田出版）では、「渋いスパイアクションだった前作から見ると、すごい色センスのせいで『パチモン?』と思える続編」とグラフィックに関しては否定的だが、「その場のアドリブで切り抜けるのは難しく、敵の位置を覚えないと先に進めない。極めた攻略パターンが『美しい』ゲームだ」とゲーム性に関しては肯定的に評価している[22]。